# مركز الزيتونة للدراسات والاستشارات
مركز الزيتونة للدراسات والاستشارات هو مؤسسة دراسات واستشارات مستقلة، مركز علمي مستقل، غير حكومي وغير منتم ٍ إلى أي جهة أو جماعة، تأسس في بيروت، في منتصف عام 2004م، وهو مرخّص كشركة مساهمة محدودة. يُعنى بالدراسات الاستراتيجية واستشراف المستقبل، ويُغطي مجالُ عملِهِ العالمين العربي والإسلامي، ويعطي اهتماماً خاصاً بالقضية الفلسطينية، وكل ما يرتبط بذلك من أوضاع عربية وإسلامية ودولية.

## إهتمامات وأهداف
يهتم المركز ببث الوعي محلياً وإقليمياً ودولياً حول واقع وتفاعلات الأحداث في المنطقة، وخاصةً فيما يتعلق بالقضية الفلسطينية والصراع مع الكيان الإسرائيلي. كما يسعى لاستقطاب الباحثين وتأهيلهم وإبرازهم لخدمة قضايانا الوطنية والعربية والإسلامية.
يسعى المركز إلى بناء قاعدة معلومات واسعة، وتصنيفها وفق أحدث الطرق والأساليب العلمية والتقنية، ويعمل على التعاون مع العلماء والخبراء والمتخصصين لإصدار الدراسات والأبحاث العلمية الرصينة، ملتزماً المنهجية العلمية والموضوعية والتركيز على العمل النوعي الجاد. كما يهتم المركز ببثّ الوعي محلياً وإقليمياً ودولياً حول حقائق الواقع وتفاعلات الأحداث في المنطقة.

## هيكلية
1- الأرشيف والمعلومات

2- البحوث والدراسات

3- الاستشارات المتخصصة

4- التدريب والتأهيل

5- المؤتمرات وحلقات النقاش

6- الموقع الإلكتروني

7- الاستفتاءات واستطلاعات الرأي

8- النشرات والتقارير الدورية

9- الترجمات المتخصصة

## النشاط العلمي
1- يصدر المركز سنوياً الوثائق الفلسطينية.

2- يصدر المركز التقرير الاستراتيجي الفلسطيني كل سنتين.

3- يصدر عن المركز سلسلة من الترجمات الدورية.

4- يصدر عن المركز التقدير الاستراتيجي الدوري.

5- يصدر عن المركز نشرة «فلسطين اليوم» وهي عبارة عن نشرة إخبارية يومية.

6- يعقد المركز مؤتمرات وحلقات نقاش علمية ومتخصصة. 

7- يقدم المركز خدمة التدريب في مجالات اختصاصه.

## إدارة وأعضاء

### إدارة الموقع
- رئيس التحرير: د. محسن صالح: أستاذ مشارك في تاريخ العرب الحديث والمعاصر، متخصص في الدراسات الفلسطينية، سياسياً واستراتيجياً وتاريخياً، محرر التقرير الاستراتيجي الفلسطيني السنوي. ولديه اهتمام خاص بالواقع السياسي الفلسطيني، وبشؤون القدس، والتيار الإسلامي الفلسطيني، والمقاومة الفلسطينية، والتاريخ الفلسطيني الحديث والمعاصر.
- مدير التحرير: حسن عمّورة
- هيئة التحرير: إبراهيم العلي

### الهيئة الاستشارية للمركز
للمركز هيئة استشارية تضم نخبة من كبار العلماء والباحثين والمفكرين، وفيما يلي قائمة بأسمائهم مرتبة حسب الأحرف الأبجدية:
1. أ.د. أحمد مبارك الخالدي: وزير العدل الفلسطيني الأسبق، عميد كلية الحقوق بجامعة النجاح (فلسطين) سابقاً
2. أ.د. إسحاق الفرحان: (توفّي في 2018) وزير التربية والتعليم الأردني الأسبق، رئيس الجامعة الأردنية سابقاً[2]
3. د. أمين محمود عبد الله: وزير الثقافة الأردني الأسبق
4. أ.د. أنيس الصايغ (توفّي في 25/12/2009): مدير مركز الأبحاث في م.ت.ف. سابقاً
5. أ.د. بيان نويهض الحوت: خبيرة التاريخ الفلسطيني الحديث
6. أ.د. حسن أحمد إبراهيم: خبير تاريخ أفريقيا والشرق الأوسط
7. أ. صلاح عبد المقصود: مدير مركز الإعلام العربي، وكيل نقابة الصحفيين بمصر
8. د. صلاح الدين الدباغ: (توفي في 2020/01/09) عضو المجلس الوطني الفلسطيني واللجنة التنفيذية في م.ت.ف. سابقاً [3]
9. د. طارق سويدان: مفكر وخبير إداري
10. أ.د. عبد الوهاب المسيري (توفّي في 2/7/2008): مفكر وخبير الشؤون الصهيونية
11. أ.د. عدنان السيد حسين: وزير الدولة اللبناني، أستاذ العلوم السياسية في الجامعة اللبنانية
12. أ.د. عماد الدين خليل: مفكر ومؤرخ
13. أ.د. عمر الأشقر (توفّي في 10/8/2012): عالم وعميد كلية الشريعة بجامعة الزرقاء (الأردن) سابقاً
14. أ.د. كمالين شعث: رئيس الجامعة الإسلامية في غزة
15. أ.د. محمد عمارة: مفكر ومؤرخ
16. أ.د. محمد عيسى صالحية (توفّي في 27/1/2010): خبير التاريخ العربي والإسلامي
17. أ.د. محمد المسفر: أستاذ العلوم السياسية في جامعة قطر
18. د. محمود المبارك: أستاذ القانون الدولي في جامعة الملك فيصل (السعودية)
19. أ.د. منى حداد يكن (توفّيت في 11/4/2013): رئيسة جامعة الجنان (لبنان)
20. أ. منير شفيق: مفكر، مدير دائرة التخطيط في م.ت.ف. سابقاً